# Luigi d'Orléans (duca di Nemours)
Luigi Carlo Filippo Raffaello d'Orléans, duca di Nemours (Parigi, 25 ottobre 1814 – Versailles, 26 giugno 1896), è stato un generale francese, principe di Francia, secondo figlio maschio di re Luigi Filippo di Francia, XVI duca di Nemours, generale di divisione e membro della Camera dei Pari, fu candidato al trono del Belgio.

## Biografia

### I primi anni

#### Infanzia

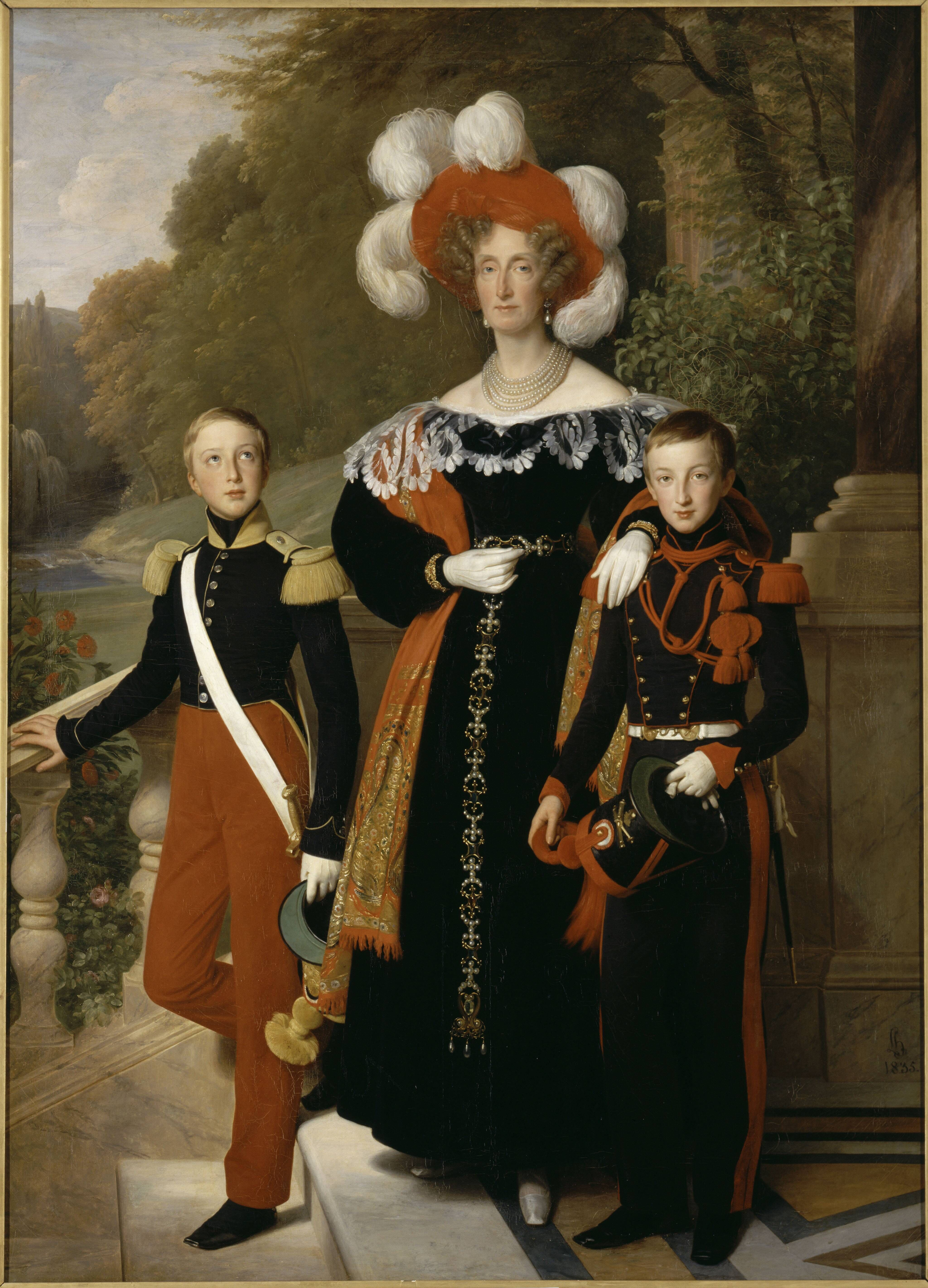
Ferdinando Filippo, Maria Amalia di Borbone-Due Sicilie e Luigi

Nacque al Palais Royal di Parigi, residenza del padre Luigi Filippo d’Orléans e della madre, Maria Amalia di Borbone-Due Sicilie, il 25 ottobre 1814. Appena sei mesi prima gli alleati della sesta coalizione, avevano occupato Parigi, costringendo Napoleone alla sua prima abdicazione, il 6 aprile a Fontainebleau.
Rientrò anche il padre, che seppe recuperare parte del patrimonio del nonno, il noto Philippe Égalité, che aveva votato per la morte di Luigi XVI e che era stato a sua volta ghigliottinato nel 1793. In questo venne generosamente aiutato dal nuovo monarca, Luigi XVIII, fratello di Luigi XVI, con delle ordinanze reali che decretarono la restituzione dei beni nazionali non ancora venduti dallo stato e anche di quelle in pegno ai creditori, oltre a quelli di altri principi di sangue rimasti senza eredi, sino a renderlo immensamente ricco. 
Rientrato Napoleone dall'Elba, a Parigi il 20 marzo 1815, il padre non seguì il re a Gand, ma preferì segnare una distanza, rifugiandosi in Inghilterra, salvo precipitarsi nelle braccia di Luigi XVIII poco dopo appena trascorsi i cento giorni, ottenendone un nuovo perdono.

#### Educazione
Del giovane Luigi, come del fratello maggiore Ferdinando Filippo, si ricorda la educazione presso il Liceo Henri-IV, una grande istituzione aperta, però, anche all'alta borghesia. Una mossa che seguiva la generale attitudine di Luigi Filippo a marcare un atteggiamento liberale.

#### Inserimento dinastico nell'esercito
All'età di dodici anni venne nominato colonnello del 1º reggimento cacciatori. Tale scelta era perfettamente coerente con la tradizione dinastica e l'uso della alta aristocrazia. Tuttavia, non si deve dimenticare come essa rispondesse, egualmente, al progetto politico di Luigi Filippo: la sua residenza al Palais Royal si era trasformata in una sorta di museo napoleonico, a celebrare quelle glorie militari e a suggerire un'ennesima dissociazione rispetto ai Borbone regnanti: questa volta sul terreno di una politica estera decisamente (e, date le condizioni, doverosamente) remissiva.

#### Prime cariche pubbliche sotto Carlo X
Scomparso Luigi XVIII, nel 1824, il duca d’Orléans profittò di una maggiore fiducia da parte di Carlo X. Nell'ultimo anno del suo regno questi ne gratificò anche il giovane Luigi, che,nel 1830, venne fatto cavaliere dell'Ordine dello Spirito Santo e lo fece entrare nella Camera dei Pari.

### Sotto laMonarchia di Luglio
Subito dopo la Rivoluzione di luglio, il 3 agosto 1830, il padre, appena promosso monarca, lo insignì della Gran Croce della Legion d'Onore, e Luigi divenne Principe Reale.

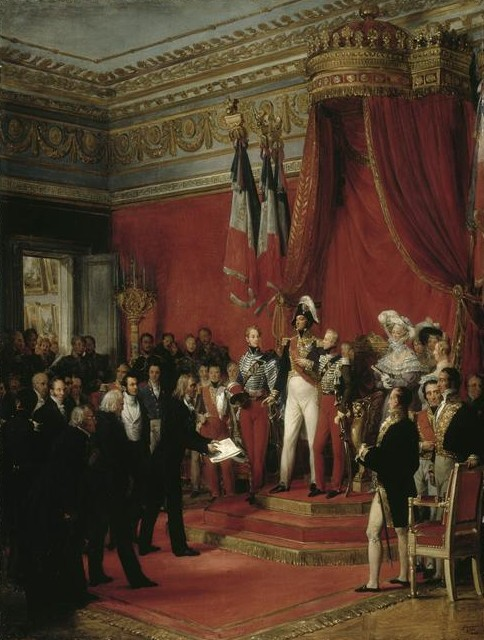
Luigi Filippo rifiuta la corona del Belgio offerta al figlio Luigi, duca di Nemours

#### Il rapporto con il Belgio
Nel febbraio 1831 venne eletto dal Congresso Nazionale del Belgio "re dei Belgi", ma considerazioni internazionali indussero Luigi Filippo a rifiutare questo onore per il proprio figlio. Di lì a pochi mesi, a parziale compensazione, venne aggregato insieme al fratello (entrambe alla loro prima esperienza bellica), all'armata francese al comando del maresciallo Gérard che entrò in Belgio a fermare la invasione olandese: non vi furono scontri poiché alla notizia dell'intervento francese, il comandante olandese Principe d’Orange subito arrestò l'avanzata e, in circa 30 giorni, evacuò il Paese, tranne la grande fortezza di Anversa.
Per liberarla si rese necessario un nuovo intervento francese (con il concorso di una squadra navale inglese) che, il 30 novembre 1832 pose assedio ad Anversa che cadde il 24 dicembre di fronte alle preponderanti forze francesi, all'efficacia del bombardamento e all'avanzamento delle opere d'assedio. Tale assedio, che pose definitivamente fine alla Rivoluzione belga, rappresentò un notevole episodio militare, e diede occasione ai due fratelli di dar mostra di un notevole contegno e di perizia militare.

#### Principe cadetto degli Orléans

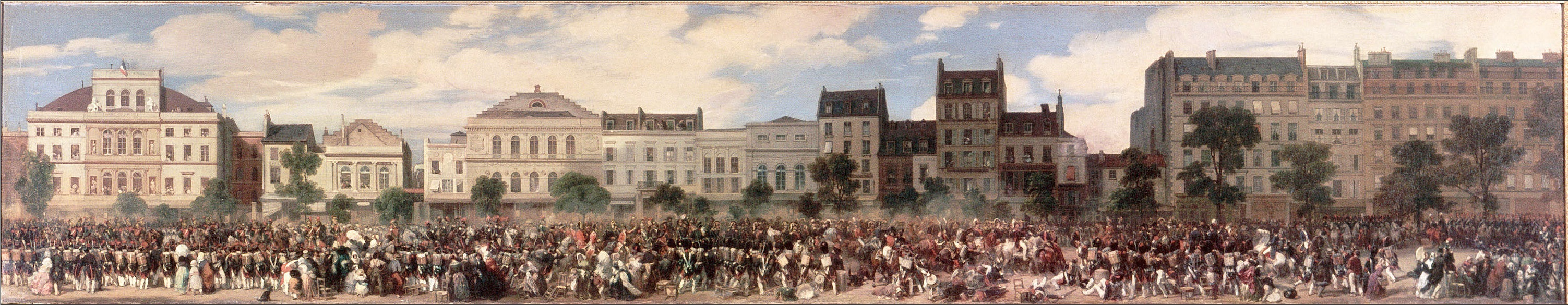
L’attentato del Fieschi, il 28 luglio 1835. opera di Eugène Lami, 1845, Castello di Versailles.

Subito dopo, i due fratelli compirono un ‘giro d'onore' nei Dipartimento del Nord, così vicino al Belgio e già anticamente parte dei Paesi Bassi cattolici. Il 1º gennaio 1834 venne promosso generale di divisione.
Il 28 luglio 1835 era accanto al padre, insieme ai fratelli Ferdinando Filippo e Francesco principe di Joinville, quando il corteo venne investito dal terribile attentato ordito dal repubblicano corso Fieschi: morirono in 19, fra i quali il maresciallo Mortier e la Camera dei deputati approvò una limitazione della libertà di stampa (come 15 anni prima, con l'assassinio del duca di Berry).

### Conquista dell'Algeria
La grande occasione militare del Nemours venne con l'Algeria: iniziata da Carlo X con la spedizione di Algeri, il 5 luglio 1830, pochi giorni prima la Rivoluzione di luglio. Luigi Filippo occupò l'intero suo regno per completarne la conquista e inviò, a più riprese, i propri figli, a partecipare alle diverse campagne: teneva a che essi vi apprendessero il mestiere delle armi e voleva anche mostrare all'esercito e al Paese come essi sapessero dividere il pericolo e le fatiche che soffrivano i normali cittadini sotto le armi.

#### Campagne del 1835 e 1836
Cominciò Ferdinando Filippo che, nel 1835, servì agli ordini del maresciallo Clauzel nella spedizione di Mascara, ma, terminata quella, si ammalò e dovette essere rimpatriato.

#### Conquista di Costantina
Nell'autunno 1836 prese parte alla prima spedizione contro la città algerina di Costantina, che si concluse con uno scacco e la sostituzione del Clauzel. 
Rientrato in dicembre, venne comandato pure per la seconda spedizione, cominciata il 1º ottobre 1837 ed ebbe il comando di una brigata e della direzione delle operazioni di assedio. I generali Damrémont e Perrégaux vennero ucciso al suo fianco, il 12 ottobre, e fu lui, il giorno successivo, a comandare l'assalto che prese la città. Lui stesso venne promosso tenente-generale. 

Della sua brigata facevano parte quattro ufficiali che sarebbero divenuti marescialli di Francia: Canrobert, Mac-Mahon, Saint-Arnaud, Niel.

#### Campagna del 1841

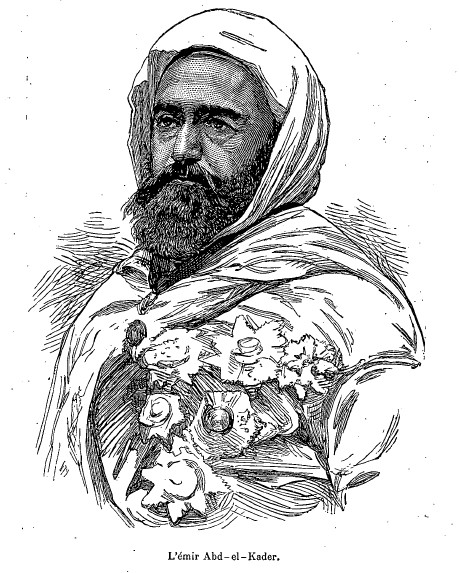
Ritratto di Abd-el-Kader

Nel 1841 si recò una terza volta in Algeria ove, al seguito del generale Bugeaud, prese parte alle operazioni contro Abd-el-Kader. Sbarcato ad Algeri all'inizio di aprile (normalmente le operazioni si svolgevano in autunno-inverno), cominciò guidando una spedizione per rifornire la città di Médéa, raggiunta il 29 aprile. Dopodiché comandò la 1ª divisione di fanteria nella spedizione guidata dal Bugeaud e volta alla distruzione della città fortificata di Takdempt, centro logistico di Abd-el-Kader, e alla occupazione di Mascara, la sua antica capitale: venne coinvolto in un aspro combattimento presso Miliana, dal 3 al 5 maggio. E si reimbarcò per la Francia il 3 giugno, con grande onore.
Di ritorno in Francia, venne nominato comandante del campo di Compiègne.

### Isolamento internazionale di Luigi Filippo

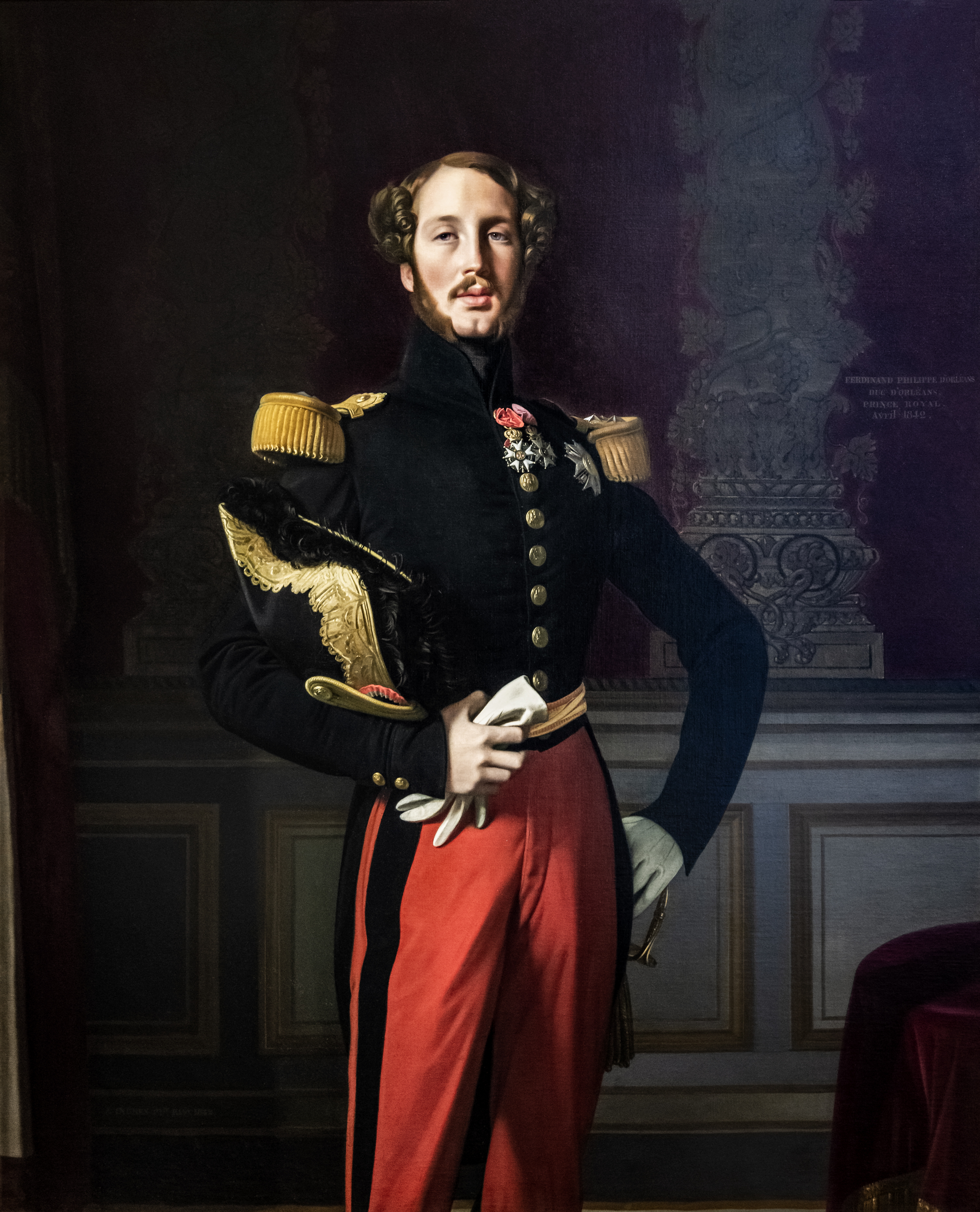
Ritratto di Ferdinando Filippo d'Orléans, fratello maggiore del duca

Tutta questa attività non permise, tuttavia, di sopperire al principale handicap degli Orléans sulla scena politica europea, che ancora (e sino al 1848) si reggeva sugli esiti del Congresso di Vienna del 1815: l'essere considerati i responsabili della caduta di Carlo X e, quindi, tout court degli 'usurpatori'. Joseph de Maistre parlava di falsa dinastia. Altrove si adduceva un (non insensato) timore circa la stabilità degli Orlèans sul trono di Francia: la paura di veder finire i suoi [della sposa] giorni in America.

#### Fallito tentativo di matrimonio con un'Asburgo

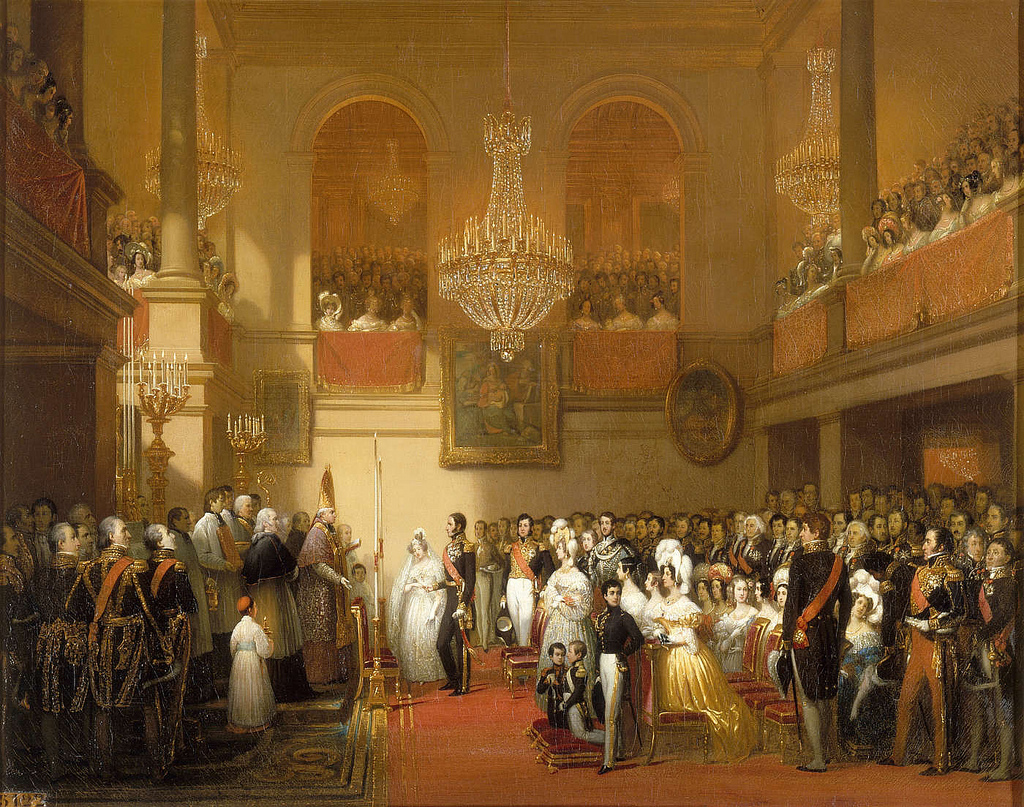
Il matrimonio di Leopoldo I del Belgio e Luisa d'Orléans al Castello di Compiègne di Joseph-Désiré Court. Tra i presenti individuabili nel dipinto vi è il Duca di Nemours, fratello della sposa

Circostanze assolutamente eccezionali avevano consentito di accasare la secondogenita Luisa con il Re dei Belgi Leopoldo I, il 9 agosto 1832. 
Ben più grave questione poneva l'erede al trono Ferdinando Filippo: l'isolamento dinastico degli Orléans era tale che nessuna corte volle ‘concedere’ una delle sue eredi, nemmeno a beneficio di un accordo politico con gli Orléans, come dimostrarono gli eventi del 1836. Adolphe Thiers, primo ministro e uomo dalla politica mutevole, intendeva tentare una politica di conservazione dell'"ordine europeo", coerente con la generale impostazione di politica estera di Luigi Filippo: essendo già fallito un riavvicinamento alla Russia, per il tramite di un matrimonio con una delle due figlie nubili del re Guglielmo I di Württemberg e della defunta granduchessa russa Ekaterina Pavlovna Romanova, sorella dello zar, Thiers si riavvicinò al Metternich e propose di suggellare la rinnovata amicizia sposando Ferdinando Filippo alla arciduchessa d'Austria Maria Teresa Isabella. Venne organizzato un gran viaggio dello stesso Ferdinando Filippo, accompagnato dal Nemours che, dopo una sosta a Berlino, si trattennero a Vienna dal 29 maggio all'11 giugno. Qui tutti davano loro la mano, ma nessuna gliela stringeva: la corte di Ferdinando respinse la proposta causando, indirettamente, la caduta del ministero Thiers. Ai due fratelli non restò che partire, passando da Trento (ove vennero ricevuti da Maria Luisa d'Asburgo-Lorena, vedova di Napoleone) e Milano (ove vennero ospitati dall'arciduca Ranieri, viceré del Regno Lombardo-Veneto): a ridurre l'umiliazione subita, le accoglienze furono calorose; a confermare i timori austriaci, giunse a Milano la notizia dell'attentato appena subito dal Re dei Francesi a Parigi ad opera dell'Alibaud, un ex-sottufficiale ribellatosi alla repressione seguita all'insurrezione repubblicana di Parigi del giugno 1832.

#### Luigi Filippo ripiega su dinastie minori
Luigi Filippo (ossessionato dal problema della discendenza, almeno dall'attentato del Fieschi) si rassegnò, così, a sposare i propri figli a delle casate tedesche minori, di lignaggio decisamente inferiore ai Borbone-Orléans (discendenti dal Re Sole) e dei Borbone-Napoli (la regina Maria Amalia era figlia di Maria Carolina d'Asburgo-Lorena, a sua volta sorella della regina-martire Maria Antonietta e figlia dell'Imperatrice Maria Teresa): cominciò il primogenito Ferdinando Filippo con Elena di Meclemburgo-Schwerin, il 30 maggio 1837, seguì la terzogenita Maria con Alessandro di Württemberg, il 18 ottobre 1837.

#### Matrimonio del Nemours

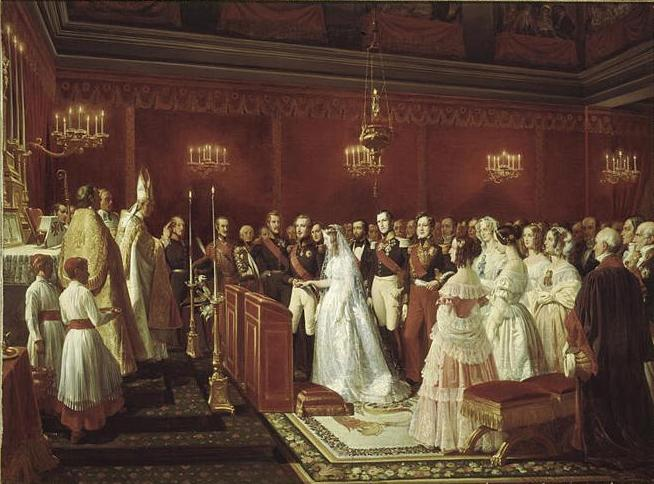
Il matrimonio del Nemours con la principessa protestante Vittoria di Sassonia-Coburgo-Kohary al Castello di Saint-Cloud in un dipinto di Henri Félix Emmanuel Philippoteaux

Seguì, il 26 aprile 1840, il Nemours, al quale toccò la principessa protestante Vittoria di Sassonia-Coburgo-Kohary, sposata con una grande cerimonia al Castello di Saint-Cloud. A parziale consolazione, la sposa recava un legame diretto con ben tre famiglie regnanti europee, in quanto:
- sorella di Ferdinando II, re consorte del Portogallo, in quanto secondo marito Augusto di Beauharnais, prematuramente scomparso.
- figlia di un fratello di Leopoldo I del Belgio, che peraltro aveva sposato la sorella maggiore del Nemours.
- cugina germana sia del principe consorte Alberto che di sua moglie la Regina Vittoria del Regno Unito.

#### Matrimonio dei figli minori
Né con il resto della famiglia Luigi Filippo ebbe miglior sorte, a partire da un'altra sorella minore del Nemours, Clementina, che sposò, il 20 aprile 1843, Augusto di Sassonia-Coburgo-Kohary, fratello della moglie del Nemours. 

Nell'Ottocento, d'altra parte, i Sassonia-Coburgo erano considerati le haras de l'Europe (le 'stazioni di monta equina d'Europa').
Si tratta, in tutta evidenza, di aspetti dei quali appare difficile apprezzare, oggi, l'importanza. Ma che, allora, ne ebbero parecchia e contribuirono a screditare la dinastia.

#### Dote del Nemours e crisi di governo

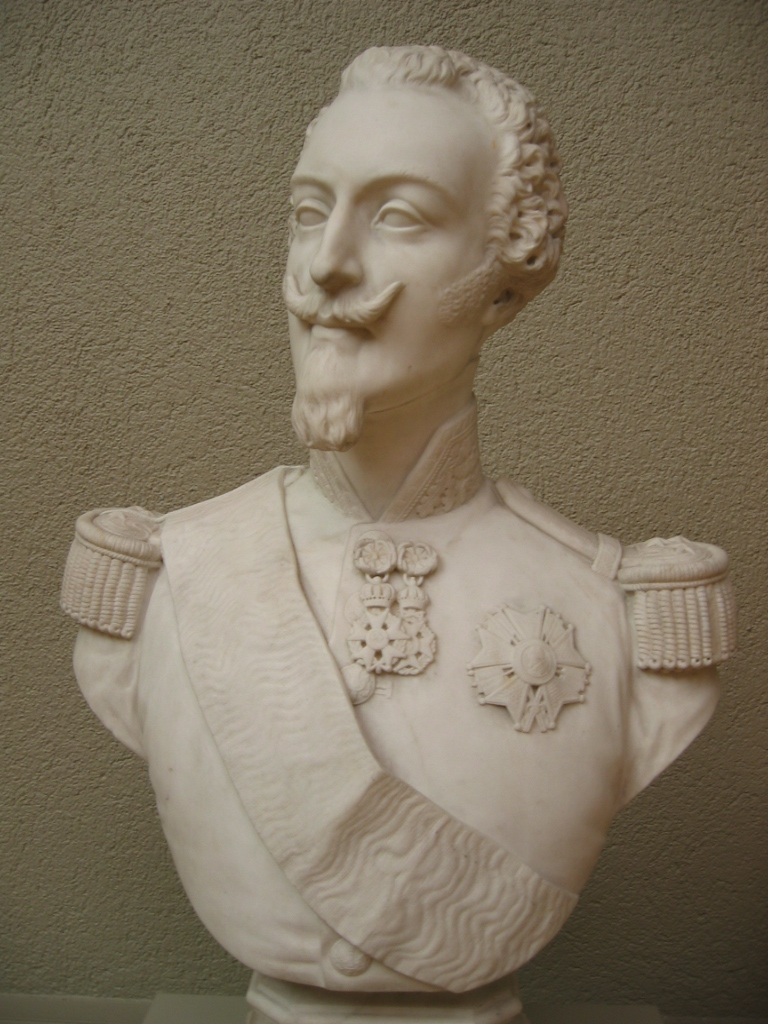
Busto del duca di Nemours, scolpito nel 1845 da Auguste Clésinger, conservato al Museo di Belle Arti e di Archeologia di Besançon

Senza contare che, in vista del matrimonio del Nemours, a Luigi Filippo non venne risparmiata una seconda umiliazione: il 25 gennaio 1840 il primo ministro maresciallo Soult annunciò le nozze e propose alle Camere la concessione di una rendita di 500'000 franchi annui più 500'000 franchi per le spese di matrimonio ed établissement agli sposi (loi de dotation). 
Come normale, la opposizione radicale non si lasciò sfuggire la ghiotta occasione: Cormenin diede alle stampe il pamphlet, Scandalose domande di un giacobino in merito ad una dotazione e vennero organizzate delle petizioni di protesta. 
Meno prevedibile fu l'eco che tali argomenti trovarono alla Camera dei Deputati che, perfezionando la lunga 'guerriglia parlamentare' che l'opposizione guidata dal Thiers conduceva in quegli anni per tornare primo ministro, il 20 febbraio respinse la proposta di legge determinando le immediate dimissioni del secondo governo Soult. Il Nemours si sposò, dunque, senza alcuna rendita straordinaria, come sarebbe stata normale consuetudine.

#### Secondo e fallimentare governo Thiers
Ma, soprattutto, Luigi Filippo fu costretto a richiamare Thiers alla carica di primo ministro il 1º marzo, "imposto dalla Camera". 
Ciò che segnò uno dei punti più bassi dell'intera Monarchia di Luglio: anzitutto poiché Thiers seppe solo gettare la Francia in una delle sue più pesanti sconfitte diplomatiche di sempre. Ma, pure, poiché esso costituisce una delle principali dimostrazioni del suo, notoriamente scarso, senso dello Stato, giacché, così facendo, egli indeboliva solo il governo ma, contemporaneamente, la dinastia regnante. Una circostanza che venne, anzitutto, notata proprio dai capipopolo repubblicani: Proudhon, fermo repubblicano, in una lettera privata del 27 febbraio 1840 notava la contraddittorietà della posizione dei deputati della borghesia: Chi vuole il re, vuole una famiglia reale, vuole una corte, vuole dei principe di sangue, vuole tutto quel che ne consegue. E Le Journal des débats chiarì il punto anche ai sordi: i borghesi conservatori e dinastici smembrano e demoliscono la monarchia. Ciò mentre la vittoriosa battaglia parlamentare non faceva nulla per allargare la maggioranza a sinistra: Victor Hugo, in un articolo di giornale, irrise la imbarazzante discuta fra un re tirchio e dei borghesi che gli fanno i pizzicotti.

### Ascesa del Nemours

#### Morte dell'erede al trono

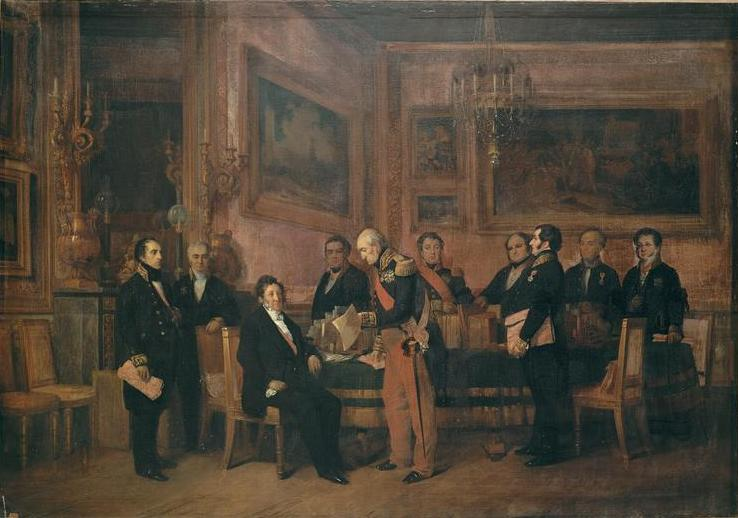
Il governo del maresciallo Soult, il 15 agosto 1842, presenta a re Luigi Filippo la legge della reggenza

La accidentale morte del fratello maggiore, Ferdinando Filippo, a soli trentadue anni, il 13 luglio 1842, aumentò grandemente il ruolo di Luigi a corte, facendone il naturale reggente del figlio primogenito del fratello, il principe Luigi Filippo Alberto, conte di Parigi. 
Le Camere, appena dissolte, vennero riconvocate e approvarono, a grandissima maggioranza, una 'legge di reggenza' che nominava il Nemours reggente in caso di morte o abdicazione di Luigi Filippo a favore del suo legittimo erede, l'allora giovanissimo conte di Parigi, figlio del defunto.

#### Accresciuto ruolo politico
L'evento lo obbligò, suo malgrado, a sottomettersi agli obblighi della vita mondana. Ciò che non gli impediva, ancora giovane, di conservare un buon allenamento: ospite, nel 1845, della allora popolare località termale di Cauterets, nei Pirenei, compì l'ascensione del Pic Long e del Cylindre du Marboré..
Egli era stato già impiegato in periodiche visite di cortesia in Inghilterra nel 1835 e 1838 (ripetuta poi nel 1845), nonché nella ambiziosa visita del 1836, prima a Berlino eppoi a Vienna, dal 29 maggio all'11 luglio, ove fallì il menzionato tentativo di matrimonio con l'arciduchessa Maria Teresa Isabella. Né mancò di continuare tali abitudini ufficiali, come dimostra la partecipazione, nel giugno 1846, accompagnato dal fratello il Antonio d'Orléans, duca di Montpensier, all'inaugurazione, a Lilla, della Compagnie des chemins de fer du Nord, creata dal banchiere James de Rothschild.

#### Relativa impopolarità
Tali impegni, tuttavia, non gli consentirono mai di raggiungere la relativa popolarità della quale aveva goduto il fratello maggiore defunto: Nemours pagava la riservatezza, il poco amore mostrato per i ruoli pubblici e una certa rudezza dei modi. 

Ma ad essere impopolare era, ormai, l'intera dinastia, ormai oppressa dalla accusa di umiliare la Francia di fronte all'Europa, per la totale rinuncia ad una politica estera rivoluzionaria (espansione territoriale in Europa e sostegno alle rivoluzioni liberali e nazionali). Ciò mentre il governo Guizot costruiva e sosteneva con successo la prima entente cordiale con l'Inghilterra. 
Si trattava, in effetti, di uno dei temi dominanti del dibattito politico francese: da un lato Luigi Filippo (e, prima di lui, Luigi XVIII e Carlo X), il quale valutava realisticamente necessario non isolare Parigi da tutte le altre corti europee. Dall'altra l'opposizione repubblicana e bonapartista e una parte della Camera dei Deputati, che spingevano per una politica avventurista, dichiaratamente volta alla rottura del Trattato di Vienna. Una diatriba che, un decennio prima, era già costata la corona a Carlo X e che Luigi Filippo si sforzava, vanamente, di esorcizzare proseguendo la lenta conquista dell'Algeria.

### Rivoluzione del 1848

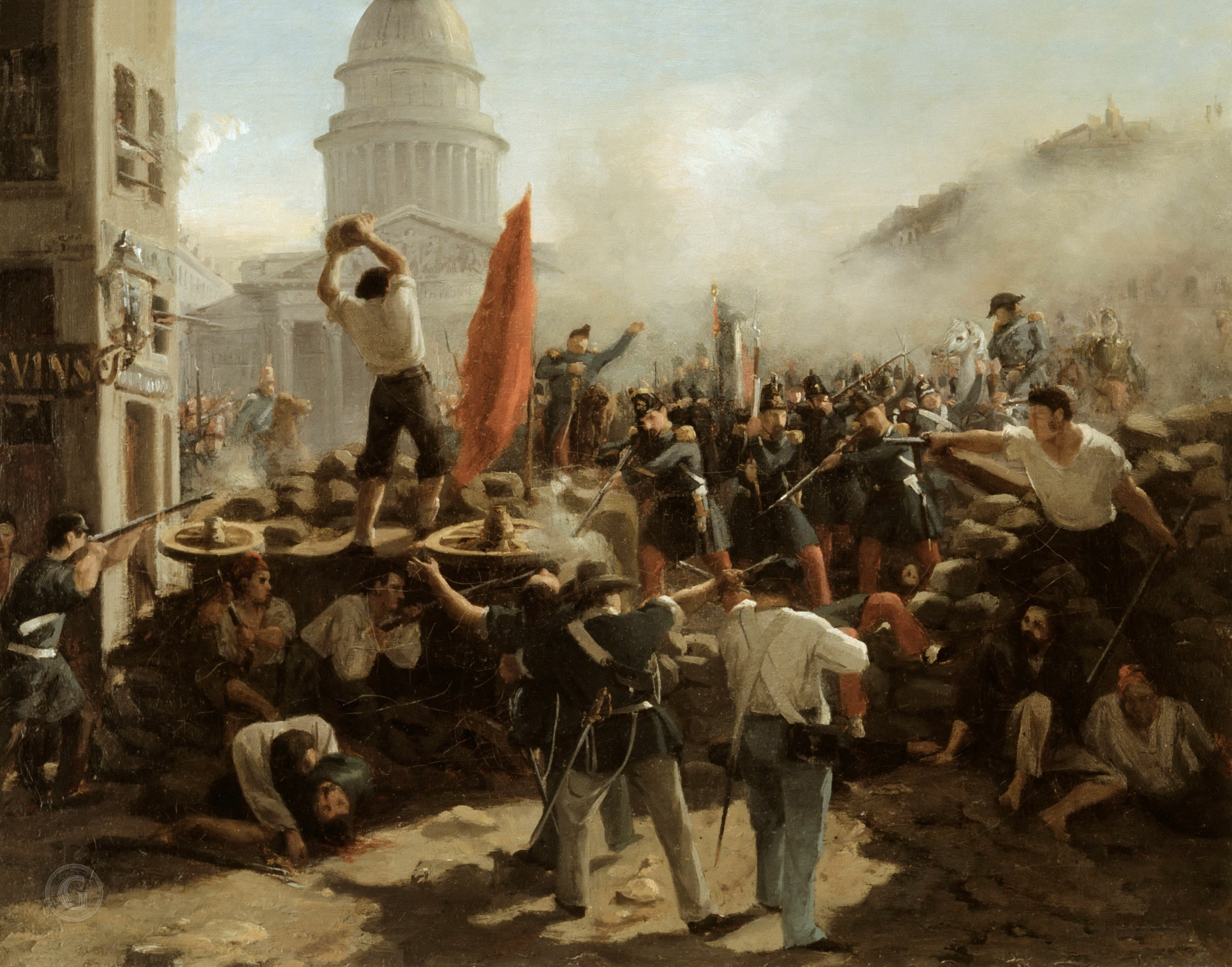
La barricata della rue Soufflot in Parigi, opera di Horace Vernet

La rivoluzione ebbe inizio il 22 febbraio 1848, con una manifestazione che chiedeva la defenestrazione del primo ministro Guizot, a causa del tentativo di opporsi alla 'campagna dei banchetti'. 

Già il 24 la folla minacciava le Tuileries: Luigi Filippo si astenne da assumere misure energiche per reprimere la folla, che pure erano suggerite dal maresciallo Bugeaud, il quale stimava di poter ancora schiacciare la rivolta. Preferì, al contrario, abdicare in favore del nipote, il conte di Parigi, di appena nove anni.

#### Nemours rinuncia alla reggenza
Occorreva, ora, nominare un reggente: era previsto che la si affidasse al Nemours, ma questi, cosciente della propria impopolarità e personalmente disinteressato, sfortunatamente accettò di cedere tale onere alla vedova del defunto: la duchessa d’Orléans. Dopodiché l'ex-sovrano partì per l'esilio, mentre il Nemours tenne il palazzo abbastanza a lungo da permetterne la fuga.

#### Colpo di mano repubblicano
All'inizio del pomeriggio, la duchessa prese la rischiosa decisione di recarsi, con i due figli, al Palais-Bourbon, sede della Camera dei Deputati, per farvi investire il figlio e farsi proclamare ufficialmente reggente. Nemours ebbe la pessima idea di consentirlo e seguirla. 
Lì, la maggioranza dei parlamentari, moderata ed "orléanista", acclamò la reggente, con il sostegno di uno degli organizzatori della 'campagna dei banchetti', il Barrot. Ma i deputati dell'estrema sinistra, i repubblicani, forzarono la mano: la sala venne invasa dai rivoltosi che, d'accordo con i loro eletti, imposero di respingere ogni soluzione monarchica e di nominare un governo provvisorio: insediato l'indomani, 25 febbraio, segnando la fine della Monarchia di Luglio. 
Nemours venne separato dai due nipoti ad opera dei rivoltosi e poté salvarsi solo travestendosi con un'uniforme della guardia nazionale, per poi imbarcarsi per l'Inghilterra.

### L'esilio

#### Dissidio con il ramo principale dei Borbone
Lì prese residenza con i genitori, alla Claremont House, nel Surrey, nella immediata periferia sud-occidentale di Londra. 
Suo scopo principale durante l'esilio, specie dopo la morte del padre, avvenuta il 26 agosto 1850, fu la riconciliazione dei due rami della famiglia dei Borbone: il proprio e quello che discendeva da Carlo X, deposto dalla Rivoluzione di luglio del 1830. Una mossa indispensabile per consentire la restaurazione della monarchia in Francia. 
Tali propositi vennero frustrati dalla attitudine del conte di Chambord, nipote ed erede di Carlo X, con il titolo di 'Enrico V', nonché dalla determinazione della duchessa d’Orléans a non rinunciare alle pretese del proprio figlio, il conte di Parigi.

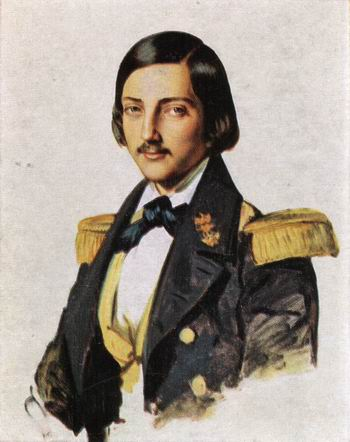
Ritratto di Francesco d'Orléans, principe di Joinville, terzo figlio maschio di Luigi Filippo

#### La fallita riappacificazione
All'interno della casata e del 'partito orléanista', il Nemours era il più pronto ad accettare i principi del 'partito legittimista', che sosteneva la discendenza di Carlo X. Una questione tutt'altro che secondaria poiché, a prescindere dal solido controllo esercitato sulla Francia da Napoleone III con il suo Secondo Impero, vi era sempre nel Paese una maggioranza monarchica, in principio favorevole alla restaurazione dei Borbone. 

La acredine fra i due rami della famiglia, tuttavia, erano spessa e i negoziati si prolungarono senza successo sino ad interrompersi, nel 1857, quando Nemours scrisse una, allora famosa, lettera nella quale insisteva che il conte di Chambord accettasse il tricolore quale bandiera francese, in vece del Giglio. 

L'effetto fu talmente dirompente da spingere il Nemours a sostenere, più tardi, di aver scritto sotto dettatura del fratello minore, il principe di Joinville, terzo figlio maschio di Luigi Filippo. 
La questione del tricolore, infatti, in apparenza di lana caprina, costituiva, in effetti, il principale ostacolo (insieme a Napoleone III) alla restaurazione dei Borbone. Tanto che nel 1871, allorché il Secondo Impero crollò a seguito della Sconfitta di Sedan e venne eletta una nuova Assemblea Nazionale, a maggioranza realista, gli esponenti del 'partito orléanista' accettarono di unirsi a quelli del 'partito legittimista' per votare l'elezione del conte di Chambord a Re di Francia, la iniziativa fallì a causa del rifiuto di quest'ultimo ad adottare il vessillo ereditato dalla Grande Rivoluzione.

#### Appoggio della corte inglese
Mentre perdurava l'esilio alla Claremont House, ove la moglie, Vittoria, morì il 10 novembre 1857, il ruolo politico e la posizione sociale del Nemours continuavano ad essere di tutto rispetto. Come dimostra la circostanza che, dopo la morte della di lui madre, avvenuta il 24 marzo 1866, la Regina Vittoria offerse al Nemours di risiedere nella Bushy House: una prestigiosa residenza reale situata nel sud-ovest di Londra, già residenza di Adelaide di Sassonia-Meiningen, vedova di re Guglielmo IV.

#### Recupero di un ruolo pubblico
Il crollo del Secondo Impero aveva, comunque, provocato la cancellazione dell'esilio imposto ai principi francesi sin dalla Seconda repubblica. Nemours rientrò a Parigi e, nel marzo 1872, riebbe il proprio grado nell'esercito come generale di divisione, e un posto d'onore nello Stato Maggiore. Raggiunta l'età della pensione, egli conservò un rilevante ruolo pubblico, come presidente della Croce Rossa francese. 
In quegli anni la causa 'realista' non era ancora perduta, grazie ad una costante maggioranza alla Camera, che sosteneva il governo dell'orléanista Duca de Broglie e, soprattutto, grazie alla protezione del generale Mac-Mahon, primo presidente della Terza repubblica, dal 1875 al 1879, (il quale, molti anni prima, aveva servito in Algeria agli ordini del Nemours). I due, tuttavia, persero le elezioni del 14 ottobre 1877 e Mac-Mahon, ormai sconfitto, si dimise il 30 gennaio 1879.
Venne rimpiazzato dal repubblicano Jules Grévy.

### Repressione repubblicana
Nel 1880-1881 il governo di Jules Ferry, uno dei padri del colonialismo francese, diede inizio ad un'azione ferocemente anti-clericale, segnate dalla proposta (respinta) della "dispersione delle congregazioni religiose non autorizzate" e dall'allontanamento dei principi di sangue dall'esercito. Nemours reagì dimettendosi dalla presidenza della Croce Rossa e ritirandosi dalla società parigina.
La svolta politica annullò l'ultima opportunità offerta ai 'realisti' dalla morte del conte di Chambord, avvenuta il 24 agosto 1883: non avendo questi alcun erede, gli successe il conte di Parigi, concludendo (meglio, estinguendo) la disputa tra i due rami dei Borbone. Nessuna concreta occasione di restaurazione si presentò, mai più, in Francia.

#### Nuovo esilio dei pretendenti al trono
Tale conclusione venne, infine, segnata dalla reazione del governo del repubblicano Charles de Freycinet al fastoso matrimonio della principessa Amelia d'Orléans, figlia del conte di Parigi, con Carlo del Portogallo (nipote di Vittorio Emanuele II di Savoia), avvenute il 22 maggio 1886. 
De Freycinet fece votare una legge che decretava l'esilio per tutti i pretendenti al trono di Francia e dei loro primi eredi maschi, nonché l'espulsione dall'esercito di tutti i principi francesi. Ciò che costrinse il conte di Parigi ad abbandonare il castello d'Eu, per imbarcarsi a Tréport per l'Inghilterra.

#### Ultimi anni e morte

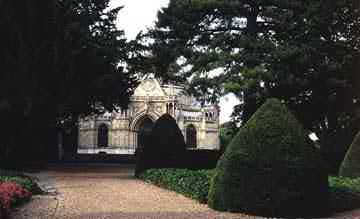
La Cappella Reale di Dreux, mausoleo degli Orléans

Nemours, privo ormai di qualsiasi prospettiva politica, visse ritirato e morì a Versailles il 26 giugno 1896. La corte inglese gli conservò, sino alla morte, la disponibilità della Bushy House, nel caso egli fosse mai costretto a lasciare la Francia.
È sepolto, insieme alla moglie e al resto della famiglia, nella Cappella Reale di Dreux.

## Discendenza
La coppia ebbe quattro figli:
- Luigi Filippo Maria Ferdinando Gastone d'Orléans, Conte d'Eu (1842-1922), che sposò Isabella, figlia maggiore ed erede di Pietro II del Brasile
- Ferdinando Filippo Maria d'Orléans, Duca d'Alençon (1844-1922), che sposò la Duchessa Sofia Carlotta in Baviera, sorella dell'Imperatrice Elisabetta d'Austria ("Sissi"), precedentemente fidanzata con Ludovico II di Baviera.
- Margherita Adelaide d'Orléans, che sposò il principe polacco Władysław Czartoryski.
- Bianca Maria Amalia Carolina Luisa Vittoria d'Orléans, che non si sposò, a causa del rifiuto del Nemours di acconsentire alle nozze con un lord inglese del quale era innamorata.

## Ascendenza
|                                            |                     |                                            | Genitori                                      |  |  | Nonni |  |  | Bisnonni                           |  |  | Trisnonni                |  |
|                                            |                     |                                            |                                               |  |  |       |  |  | Luigi Filippo I di Borbone-Orléans |  |  | Luigi di Borbone-Orléans |  |
|                                            |                     |                                            |                                               |  |  |       |  |  | Luigi Filippo I di Borbone-Orléans |  |  | Luigi di Borbone-Orléans |  |
|                                            |                     | Augusta di Baden-Baden                     |                                               |  |  |       |  |  | Luigi Filippo I di Borbone-Orléans |  |  |                          |  |
| Filippo Égalité, Duca d'Orléans            |                     |                                            |                                               |  |  |       |  |  | Luigi Filippo I di Borbone-Orléans |  |  |                          |  |
|                                            |                     | Luisa Enrichetta di Borbone-Conti          | Luigi Armando II di Borbone-Conti             |  |  |       |  |  |                                    |  |  |                          |  |
|                                            |                     | Luisa Enrichetta di Borbone-Conti          | Luigi Armando II di Borbone-Conti             |  |  |       |  |  |                                    |  |  |                          |  |
|                                            |                     | Luisa Enrichetta di Borbone-Conti          | Luisa Elisabetta di Borbone-Condé             |  |  |       |  |  |                                    |  |  |                          |  |
| Luigi Filippo di Francia                   |                     | Luisa Enrichetta di Borbone-Conti          |                                               |  |  |       |  |  |                                    |  |  |                          |  |
|                                            |                     | Luigi Giovanni Maria di Borbone-Penthièvre | Luigi Alessandro di Borbone-Francia           |  |  |       |  |  |                                    |  |  |                          |  |
|                                            |                     | Luigi Giovanni Maria di Borbone-Penthièvre | Luigi Alessandro di Borbone-Francia           |  |  |       |  |  |                                    |  |  |                          |  |
|                                            |                     | Luigi Giovanni Maria di Borbone-Penthièvre | Marie Victoire de Noailles                    |  |  |       |  |  |                                    |  |  |                          |  |
| Luisa Maria Adelaide di Borbone-Penthièvre |                     | Luigi Giovanni Maria di Borbone-Penthièvre |                                               |  |  |       |  |  |                                    |  |  |                          |  |
|                                            |                     | Maria Teresa d'Este                        | Francesco III d'Este                          |  |  |       |  |  |                                    |  |  |                          |  |
|                                            |                     | Maria Teresa d'Este                        | Francesco III d'Este                          |  |  |       |  |  |                                    |  |  |                          |  |
|                                            |                     | Maria Teresa d'Este                        | Carlotta Aglae di Borbone-Orléans             |  |  |       |  |  |                                    |  |  |                          |  |
| Luigi, Duca di Nemours                     |                     | Maria Teresa d'Este                        |                                               |  |  |       |  |  |                                    |  |  |                          |  |
|                                            | Carlo III di Spagna | Filippo V di Spagna                        |                                               |  |  |       |  |  |                                    |  |  |                          |  |
|                                            | Carlo III di Spagna | Filippo V di Spagna                        |                                               |  |  |       |  |  |                                    |  |  |                          |  |
|                                            | Carlo III di Spagna | Elisabetta Farnese                         |                                               |  |  |       |  |  |                                    |  |  |                          |  |
| Ferdinando I delle Due Sicilie             | Carlo III di Spagna |                                            |                                               |  |  |       |  |  |                                    |  |  |                          |  |
|                                            |                     | Maria Amalia di Sassonia                   | Augusto III di Polonia                        |  |  |       |  |  |                                    |  |  |                          |  |
|                                            |                     | Maria Amalia di Sassonia                   | Augusto III di Polonia                        |  |  |       |  |  |                                    |  |  |                          |  |
|                                            |                     | Maria Amalia di Sassonia                   | Maria Giuseppa d'Austria                      |  |  |       |  |  |                                    |  |  |                          |  |
| Maria Amalia di Borbone-Due Sicilie        |                     | Maria Amalia di Sassonia                   |                                               |  |  |       |  |  |                                    |  |  |                          |  |
|                                            |                     | Francesco I di Lorena                      | Leopoldo di Lorena                            |  |  |       |  |  |                                    |  |  |                          |  |
|                                            |                     | Francesco I di Lorena                      | Leopoldo di Lorena                            |  |  |       |  |  |                                    |  |  |                          |  |
|                                            |                     | Francesco I di Lorena                      | Elisabetta Carlotta di Borbone-Orléans        |  |  |       |  |  |                                    |  |  |                          |  |
| Maria Carolina d'Asburgo-Lorena            |                     | Francesco I di Lorena                      |                                               |  |  |       |  |  |                                    |  |  |                          |  |
|                                            |                     | Maria Teresa d'Austria                     | Carlo VI d'Asburgo                            |  |  |       |  |  |                                    |  |  |                          |  |
|                                            |                     | Maria Teresa d'Austria                     | Carlo VI d'Asburgo                            |  |  |       |  |  |                                    |  |  |                          |  |
|                                            |                     | Maria Teresa d'Austria                     | Elisabetta Cristina di Brunswick-Wolfenbüttel |  |  |       |  |  |                                    |  |  |                          |  |
|                                            |                     | Maria Teresa d'Austria                     |                                               |  |  |       |  |  |                                    |  |  |                          |  |